# Głuchołazy
Głuchołazy là một thị trấn thuộc huyện Nyski, tỉnh Opolskie ở nam Ba Lan. Thị trấn có diện tích 6 km². Đến ngày 1 tháng 1 năm 2011, dân số của thị trấn là 14658 người và mật độ 2146 người/km².